# Keltisk konst

Keltiskt kors, ett exempel på de flätade linjeslingor som är vanliga i den keltiska konsten

Den keltiska konsten har förhistoriska rötter och utgör en i princip obruten konsttradition på åtminstone 4 000 år. Den utmärker sig med sin rika ornamentik och bundenhet vid ytan. Vanligen är den helt tvådimensionell helt utan perspektiv och skuggningar. Den särpräglade, dekorativa linjeornamentiken brukar sägas var kanonisk för den engelska konsten - från gotiken till prerafaeliterna.
De omkring 400 år då romarna behärskade Storbritannien uppblandades den traditionella ornamentiken med klassiska element men lämnade obetydliga spår efter den anglosaxiska erövringen omkring 450.
Det berömda engelska bokmåleriet utvecklades i kyrkans tjänst från det keltiska arvet då koptiska munkar kristnade Irland på 400-talet. Under de följande seklerna spreds den kristna läran, och bokmåleriet upptog element från Bysans och germansk konst.

## Några viktiga verk
- Book of Durrow, c:a 675
- Book of Lindisfarne, c:a 700
- Book of Kells, c:a 800